# Патриотски фронт Руанде
Патриотски фронт Руанде (ПФР) (фр. Front patriotique rwandais, FPR) је владајућа политичка партија у Руанди. На челу са председником Полом Кагамеом странка је управљала земљом од тренутка када је њено оружаног крило окончало геноцид у Руанди 1994. године.

## Историја

### Савез руандског националног јединства
Након збацивања у Иди Амина 1979. године, Тутске избеглице интелектуалаца у Уганди основале су прву организацију политичког азила Руандски савез за национално јединство, ради могућег повратка у Руанду. Иако је примарно основан у ту сврху, покретз је постао милитантан након што је Милтон Оботеса лажирао изборе 1980. године. Као резултат тога, многе тутске избеглице почињу да подржавају Јовери Муцевијеву борбу у Угандском рату. Неуспешан покушај да се натерају све тутске избеглице у избегличке камповиме у фебруару 1982. године резултирало је масовним чишћењем подрчуја када је 40 000 избеглица пребачено назад у Руанду. Званична Руанда је рекла да они признају само 4000 од њих као грађане Руанде, док су званичници у Уганди рекли да ће они назад да приме само 1000 људи. Преосталих 35.000 су били у стању правне неизвесности дуж граничне области, која је трајала дуги низ година.

### Руандски Патриотски Фронт
Дана 1. октобра 1990. године РПФ напао је Руанду чиме је отпочео Руандски грађански рат. Упркос томе што је командант Фред Рвигема убијен 2. октобра, РПФ је извршио успешну инвазију. Међутим Руандска војска је добила помоћ из Белгије, Француске и Заира и у року од месец дана је преузела иницијативу, присиљавајући РПФ да се врати назад у Уганду.
Пол Кагаме је замољен да се врати са његових војних студија у САД, како би преузео команду над РПФ. Након тога РПФ је прибегавала герилским нападима чиме су добили контролу над већим делом севера земље 1992. године. На крају преговора између РПФ и Владе Руанде, дошло је до потписивања Арушских споразума 1993. године, што је резултирало тиме да припадници РПФ и друге избеглице могу да се врате у земљу.
Прекид ватре је завршен 6. априла 1994. године, када је председник Жувенал Хабијаримана погинуо у обарању његовог авиона у близини аеродрома у Кигали. Тада је погинуо и председник Бурундија. Још увек је непознато ко је извршио овај терористички напад, али РПФ је оптужио Владу Хутија у Руанди, док су они тврдили да је РПФ био одговоран за напад. Овај догађај је послужио као окидач за геноцид у Руанди који је отпочео само неколико сати касније. У року од 100 дана 1.000.000 Тутсија је убијено по налогу привремене владе.
Победа РПФ је била потпуна када је Кигали био освојен 4. јула, док је остатак земље освојен 18. јула. Пастер Бизимунгу је био постављен као председник Руанде док је Кагами именован за потпредседника. РПФ је тада подељен на политичко крило, које је сачувало име Руандски патриотски фронт, док је војно крило названо Руандска патриотска војска (сада Руандске одбрамбене снаге). 
У фебруару 1998. године Кагаме је изабран за председника РПФ, замењујући Алексиса Кањаренгвеа, да би у марту 2000. године постао национални Председник. Након спровођења уставног референдума 2003. године, Кагами је био изабран за председника са 95% гласова. РПФ је формирао коалицију са неколико мањих странака, освајајући 74% гласова 2003. године на парламентарним изборима, освојивши 40 од 53 места у дому посланика. Коалиција је добила 42 места 2008. године на парламентарним изборима, а Кагами је поново изабран за председника 2010. године са 93% гласова. 